# Which Side Are You On?
Which Side Are You On? è un documentario del 1984 diretto da Ken Loach.

## Trama
La vita dei minatori durante lo sciopero, la repressione della polizia, le difficoltà economiche, che vivono i minatori e le loro famiglie, la solidarietà che scaturisce tra gli scioperanti, l'aiuto che molti volontari fanno per i minatori e le loro famiglie, le mense gestite da volontari, le umilianti code per riscuotere il sussidio di disoccupazione, gli autobus scortati dalla polizia che portano i minatori, che non aderiscono allo sciopero, al lavoro nelle miniere.